# Jay Litherland
Jay Litherland (Osaka, 24 de agosto de 1995) é um nadador estadunidense, medalhista olímpico.

## Carreira
Formado pela Universidade da Geórgia, Litherland conquistou a medalha de prata nos Jogos Olímpicos de Verão de 2020 em Tóquio na prova de 400 m medley masculino com a marca de 4:10.28.